# Emmy Kruijt
Suzanna Theresia Emeline (Emmy) Kruijt (Den Haag, 26 januari 1878 – aldaar, 24 januari 1963) was een Nederlands zangeres en pianiste. Haar stembereik als zangeres was sopraan.

## Achtergrond
Ze werd geboren binnen het gezin van de officier van administratie van de marine Johannes Adrianus Kruijt en Maria Catharina Clara Uchtmann. Ze verhuisde op jonge leeftijd naar Penang (huidig Maleisië), alwaar haar vader consul-generaal was. Zij huwde zanger Thom Denijs. Zoon Marinus Johannes Denijs (Rotterdam, 1909 - Den Haag, 1983) werd directeur van het Rijksinkoopbureau en is auteur van Het stemrecht in de naamloze vennootschap naar Nederlands Recht uit 1936.

## Muziek
Haar muziekopleiding begon op jonge leeftijd in Brits-Indië. Haar ouders hadden snel door dat ze talent had. Bij terugkeer in Nederland kon ze direct les nemen aan het Haags Conservatorium. Ze kreeg pianoles bij Antonie Jacobus Ackerman en zangles bij André Spoel. Haar vader raadde een verdere loopbaan als musicus af, maar zij zette door. Haar debuut vond plaats bij de Italiaansche Opera in Den Haag alwaar zij in Pietro Mascagni’s Rattcliff zong, weliswaar was het de kleine rol van Willie en onder pseudoniem, maar het succes was daar. Ze ging verder studeren in Parijs bij Algier en Mathilde Marchesi, zij leerde daar vooral het operarepertoire. Na twee jaar keerde ze terug naar Amsterdam om zich aan te sluiten bij de Nederlandsche Opera van Cornelis van der Linden. Vervolgens schoof ze door naar het Lyrisch Tooneel, waarbij haar toekomstige man Thom Denijs werkte. Samen zongen ze in Die Zauberflöte van Wolfgang Amadeus Mozart (rollen Papagena en Papageno) met als hoogtepunt de uitvoeringen in het Paleis voor Volksvlijt in 1902. Vanaf 1905 legde Emmy Kruijt zich meer toe op de zangpedagogiek, eerst bij de Rotterdamse Muziekschool en vanaf 1911 in Berlijn. Het echtpaar moest vanwege de Eerste Wereldoorlog terug naar Nederland en vestigde zich in Den Haag. In 1917 stond ze op de planken voor een uitvoering van Johan Wagenaars opera De Cid (Stadsschouwburg (Amsterdam)). Ze volgde haar man als collega en begeleidster naar Zwitserland voor een aantal masterclasses voor de Bernische Musikgesellschaft en naar de Verenigde Staten, maar mocht daar niet achter de piano plaatsnemen (protectionisme van de eigen musici). Haar man overleed in 1935. Zij zou tot de Tweede Wereldoorlog zangles blijven geven.
Haar stem en spel zijn door middel van enkele plaatopnamen bewaard gebleven. In 1923 verscheen van haar het boekje Zingen en kleuren. Zij zong onder andere liederen van Anna Lambrechts-Vos (1906) en zong vijf keer met het Concertgebouworkest in werken van Richard Wagner, César Franck, Johan Wagenaar (ook De doge van Venetië) en Etienne Nicolas Mehul.
- Bibliothèque nationale de France: cb14170924t (data)
- Library of Congress Control Number: no2017030759
- Virtual International Authority File: 300618345
- WorldCat: E39PBJmXGHXQ3qqVWqthckfDv3